# 戈勒姆山
戈勒姆山（英語：Mount Gorham），是南極洲的山峰，位於帕爾默地，處於特里科恩山西南面，屬於赫頓山脈的一部分，美國地質調查局根據測量和美國海軍拍攝的空中照片繪入地圖，現時由南極條約體系管理。